# Ludwig Traeger
Friedrich Wilhelm Ludwig Traeger (* 10. Juni 1856 oder 1858 in Werden; † 19. März 1927 in Frankfurt am Main) war ein deutscher Rechtswissenschaftler und Hochschullehrer.

## Leben
Traeger war vor dem Studium siebeneinhalb Jahre als Kaufmann tätig. Er studierte Rechtswissenschaft und schloss dieses Studium im Juli 1884 mit der Promotion zum Dr. iur. an der Universität Leipzig ab. Im selben Monat bestand er die Referendarprüfung in Berlin. Danach war er als Rechtsreferendar in Charlottenburg und Berlin tätig, bevor er am 5. Juli 1890 zum Gerichtsassessor ernannt. Als solcher wirkte er bis zum 1. Oktober 1896. Schon ab Januar 1896 war er mit der Abhaltung von Vorlesungen an der Universität Breslau beauftragt.
Traeger wechselte zum Wintersemester 1896 als Privatdozent an die Universität Marburg. Dort wurde er am 1. April 1897 als außerordentlicher Professor der Rechte berufen. Zum 1. Oktober 1898 erhielt er die Stelle als ordentlicher Professor für Strafrecht, Strafprozess, Zivilprozess und Rechtsphilosophie in Marburg. In den Jahren 1903, 1910, 1916, 1920, 1923 und 1924 leitete er als Dekan die Juristische Fakultät, 1914 als Rektor die Universität.
Traeger wirkte von 17. Oktober 1907 bis zum Sommersemester 1912 sowie vom Wintersemester 1914 bis 1. Juli 1916 als stellvertretender Universitätsrichter. Am 11. Juni 1910 wurde er zum Geheimen Justizrat ernannt. Seine Emeritierung erfolgte zum 1. Oktober 1924.
1919 hatte die neue republikanische Regierung des Freistaates Preußen in ihrer Absicht, „die bejahenden Kräfte des Staates zu unterstützen“ verfügt, dass einmal pro Woche an allen preußischen Hochschulen informatorische Vorlesungen über die neuen demokratischen Verhältnisse gehalten werden sollten. Für die Universität Marburg übernahm Traeger diese Aufgabe mit einer Vorlesung über „Grundlagen der Politik“. Entgegen den Erwartungen der preußischen Regierung nutzte Traeger diese Veranstaltungen aber für „antisemitische Haßtiraden gegen Demokratie und Republik“ und ließ sich dafür von der Mehrheit der Hörer feiern. Ernst Lemmer, damals Jurastudent in Marburg, nannte Traeger daher auf dem Reichsparteitag der DDP am 22. Juli 1919 „den reaktionärsten Professor an der Marburger Universität“. Es folgten heftige Angriffe gegen Traeger in der republikanischen Presse, die Jakob Altmaier im Vorwärts vom 25. November 1919 mit seinem Artikel „Das Wirtshaus an der Lahn“ eröffnete, worauf Traeger am 5. Dezember 1919 in der Täglichen Rundschau replizierte. Lemmer brachte die Affäre Konflikte mit der Universitätsleitung und die Androhung des consilium abeundi durch Rektor Wilhelm Busch ein.

## Werke (Auswahl)
- Wille, Determinismus, Strafe: eine rechtsphilosophische Untersuchung. Puttkammer & Mühlbrecht, Berlin 1895.
- Der Kausalbegriff im Straf- und Zivilrecht: zugleich ein Beitrag zur Auslegung des B.G.B. Elwert, Marburg 1904.
- Die Geldstrafe als Hauptstrafe: zugl. eine Kritik des Entwurfs zu einem deutschen Gesetzbuch u. d. Gegenentwurfs. Enke, Stuttgart 1911.
- Das Problem der Unterlassungsdelikte im Straf- und Zivilrecht. Elwert, Marburg 1913.